# 1990年ブルガリア大国民議会選挙
1990年ブルガリア大国民議会選挙（-ねんブルガリアだいこくみんぎかいせんきょ）は、ブルガリアの憲法制定議会である大国民議会（ブルガリア語：Велико народно събрание）を構成する議員を選出するため、1990年の6月10日と17日の2回に分けて行われた選挙である。

## 解説
東欧革命がブルガリアにも波及し、ブルガリア共産党の一党独裁が崩壊した後の、新たな憲法を制定するために発足した大国民議会の議員を選出するための選挙で、複数政党制の枠組みに基づいて実施された。大国民議会は憲法改正や新憲法採択だけでなく、共和国の領土変更やそれを内容とした国際条約の批准、国家機構、政体の変更に関する問題などの審議決定を行う。大国民議会の選挙実施は、国民議会（Народно събрание）の全議員の3分の2の賛成をもって決定され、大統領が3ヶ月以内に選挙日程を決定するとされている。

## 選挙制度の詳細
- 定数：400議席
  - 小選挙区：200議席
  - 比例代表：200議席・・・県と首都ソフィアの28選挙区に分割。
- 選挙制度：小選挙区比例代表並立制

1. 小選挙区では、有効投票総数の過半数を得た候補者が当選。過半数を得た候補者がいない場合は一週間後に決選投票を実施、最多投票を得た候補者が当選（2回投票制）。
2. 比例代表は、全国集計で有効投票総数の4％以上の得票を得る事が出来なかった政党及び政党連合には議席配分されない（議席阻止条項）。
3. 小選挙区と比例代表の重複立候補も可能

## 政党
大国民議会選挙を前に、當時の国民議会は新たに政党法を制定し、56の政党が登録した。ここでは主要な政党について簡単な概要を紹介する。
- ブルガリア社会党（ブルガリア語：Българска социалистическа партия、略称：БСП）

ブルガリア人民共和国時代の支配政党であるブルガリア共産党の後継政党。政治的理念・立場：社会民主主義、中道左派
- 民主勢力同盟（ブルガリア語：Съюз на демократичните сили、略称：СДС）

エコグラノスト（環境情報公開）など反体制勢力の連合体として1989年12月7日に発足。政治的には中道左派や中道、エコロジストなど雑多な勢力が混在している。
- ブルガリア農民同盟（ブルガリア語：Българският земеделски народен съюз、略称：БЗНС）

共産党体制時代の衛星政党である農民同盟を前身とする。
- 権利と自由のための運動（ブルガリア語：Движение за права и свободи、略称：ДПС）

ブルガリア国内に居住するトルコ系・イスラム系住民の権利擁護を主張する政党。

## 選挙結果
選挙の結果、旧共産党系のブルガリア社会党が211議席を獲得して過半数を制した結果、当時の東欧圏では唯一、旧共産党系政党が政権を維持することに成功した。また民主化勢力の連合体である民主勢力同盟も首都ソフィアやヴァルナなど都市部を中心に支持を拡大、社会党に次ぐ第二党となった。
- 投票日

第1回投票：1990年6月10日
第2回投票：1990年6月17日・・・第1回投票で当選者が出なかった81選挙区で実施。
- 有権者数：6,976,620名
- 投票率

小選挙区（第1回投票）と比例区：90.79％
小選挙区（第2回投票）：84.14％
比例代表：90.78％
| 政党（連合）名             | 小選挙区 当選 | 小選挙区 当選 | 比例代表  | 比例代表 | 比例代表 | 議席 合計 | 議席 占有率 |
| 政党（連合）名             | 第1回         | 第2回         | 得票数    | 得票率   | 当選     | 議席 合計 | 議席 占有率 |
| -------------------------- | ------------- | ------------- | --------- | -------- | -------- | --------- | ----------- |
| ブルガリア社会党 БСП       | 75            | 39            | 2,886,363 | 47.15%   | 97       | 211       | 52.75       |
| 民主勢力同盟 СДС           | 32            | 37            | 2,216,127 | 36.20%   | 75       | 144       | 36.00       |
| 権利と自由のための運動 ДПС | 9             | 2             | 368,929   | 6.03%    | 12       | 23        | 5.75        |
| ブルガリア農民同盟 БЗНС    | 0             | 0             | 491,500   | 8.03%    | 16       | 16        | 4.00        |
| 諸党派・無所属             | 3             | 3             | 158,279   | 2.59%    | 0        | 6         | 1.50        |
| 合計                       | 119           | 81            | 6,121,198 | 100.00%  | 200      | 400       | 100         |

出所：第7章「ブルガリアの議会と政党」表1「1990年6月10・17日第7代国民議会議員選挙」。伊東孝之編著『東欧政治ハンドブック　議会と政党を中心に』財団法人日本国際問題研究所　193頁。1990 Elections to the Grand National Assembly Bulgaria。比例代表で得票率1％未満の政党については諸党派として一括した。なお無所属・諸党派の議席内訳は、祖国戦線と無所属がそれぞれ2議席、祖国労働党と社会民主党がそれぞれ1議席である。